# Huszlew
Huszlew – wieś sołecka w Polsce położona w województwie mazowieckim, w powiecie łosickim, siedziba gminy.
Wieś jest położona 15 km na południowy wschód od Łosic nad rzeką Złota Krzywula.

## Administracja
W latach 1954–1972 wieś była siedzibą władz gromady Huszlew. W latach 1975–1998 miejscowość położona była w województwie bialskopodlaskim. 
We wsi ma siedzibę rzymskokatolicka parafia św. Antoniego Padewskiego należąca do dekanatu Łosice w diecezji siedleckiej.

## Historia
Pierwsze ślady osadnictwa w Huszlewie pochodzą z IX wieku, gdy ustrój plemienny Mazowsza znajdował się w fazie stabilizacji terytorialnej. Ten okres protopaństwowy odzwierciedlają huszlewskie stanowiska archeologiczne z IX i X wieku. Grodzisko w Huszlewie jest jednym z najlepiej zachowanych wczesnośredniowiecznych obiektów tego typu na Mazowszu i Podlasiu, świadczących o powiązaniach tych terenów z tworzącym się w X wieku państwem polskim. Na charakterystycznej mapie rozmieszczenia grodzisk w dorzeczu Liwca i Bugu w X wieku powstały grody na obrzeżach tego terytorium. Na południu były to cztery obiekty między Liwcem, a Toczną: Krzesk, Czołomyje, Klimy i właśnie Huszlew.
Ślady po wczesnośredniowiecznym osadnictwie znajdują się na północny wschód od Huszlewa w kierunku wsi Makarówka. Znajdują się tam pozostałości po grodzisku z XI wieku.
Pierwsze wzmianki o wsi pochodzą z 1390 roku, kiedy Abraham z Jaxów Chamiec – herbu Gryf otrzymał od Władysława Jagiełły włości, wśród których znajduje się Huszlew. Wg innych źródeł wieś wraz z okolicznymi ziemiami została nadana przez króla Jagiełłę Iwanowi Nasucie. Po 1483 roku Huszlew należał do marszałka Piotra Kiszki i w rękach rodziny Kiszków herbu Dąbrowa pozostawał do 1653 roku. Wieś początkowo należała do klucza woźnickiego, ale na przełomie XV i XVI wieku została z tego majątku wyodrębniona. W 1698 roku Huszlew stał się własnością Franciszka Woronieckiego i rodzina Woronieckich posiadała wieś i miejscowy dwór aż do 1944 roku.  
W czasach PRL było tu duże gospodarstwo rolno-hodowlane. Dziś tylko piekarnia, opuszczone magazyny i popegeerowskie łąki. 

## Ochotnicza Straż Pożarna w Huszlewie
Ochotnicza Straż Pożarna w Huszlewie została powołana do działania w 1923 roku. Po założeniu jednostki przebudowano remizę, zakupiono narzędzia jak: dwie sikawki, cztery beczkowozy, wóz rekwizytowy i inne oraz umundurowanie dla trzydziestu strażaków. Poświęcenia remizy i narzędzi, w trakcie wizyty w parafii w 1925 roku, dokonał biskup podlaski Henryk Przeździecki.
W tym samym roku część narzędzi darowano nowo zorganizowanej Straży w Mostowie. W roku 1926 tutejsza drużyna w składzie dziesięciu członków pod dowództwem ówczesnego naczelnika Stanisława Wróbla na zawodach okręgowych w Janowie Podlaskim zdobyła pierwsze miejsce, otrzymując jako nagrodę kask, pas bojowy z zatrzaskiem i linkę. W roku 1927 zakupiono nowe mundury dla czynnych członków. W roku tym straż asystowała wraz z taborem przy sprowadzaniu Cudownego Obrazu Matki Boskiej Leśniańskiej.
W 1928 roku straż huszlewska pod dowództwem naczelnika Stanisława Wolskiego biorąc udział w zawodach okręgowych zdobyła drugie miejsce. W tym samym roku na zawodach wojewódzkich w Lublinie uzyskano trzecie miejsce w grupie czwartej jako nagrodę otrzymując syrenę alarmową wartości dwustu pięćdziesięciu złotych – dar magistratu miasta Siedlce.
W 1930 roku podczas zawodów rejonowych w Huszlewie, drużyna pod dowództwem naczelnika Stanisława Wolskiego zdobyła pierwsze miejsce. Przy tej okazji sztandar OSP w Huszlewie został poświęcony przez księdza proboszcza Tomasza Odowskiego, przy udziale drużyn strażackich z: Kornicy, Kobylan, Łuzek, Mostowa, i Hadynowa. Rodzicami chrzestnymi byli Wazowski – starosta konstantynowski, Frankowska, Jerzy Rudzki, Zofia Pachałowa, Cyprian Gasiuk i Justyna Matusz. Także w 1930 roku drużyna z Huszlewa na zawodach okręgowych w Janowie Podlaskim zdobyła pierwsze miejsce. W 1932 roku OSP w Huszlewie od Okręgowego Związku Straży Pożarnej w Janowie Podlaskim zakupiła dziesięć instrumentów muzycznych. Ponieważ były one w opłakanym stanie wykonano ich remont. 
Pomimo klęski gradowej jaka nawiedziła w tym roku Huszlew członkowie straży opodatkowali się na cele organizacyjne (1 złoty miesięcznie) i zaangażowali kapelmistrza (Turski). W 1933 roku korpus OSP składał się trzydziestu trzech działaczy, z których pięciu ukończyło powiatowe kursy pożarnicze. Prezesem Straży był Józef Gasiuk, wiceprezesem Stanisław Szwed, zastępcą naczelnika Stanisław Grzebień, gospodarzem Józef Osiej, zastępcą Stanisław Hodun, skarbnikiem Józef Stefaniuk, zastępcą Józef Matusz, sekretarzem Bohdan Matusz. Miejscowy organista Piotr Pachała był członkiem honorowym straży. Oficerami i podoficerami byli: Wacław Zupka, Henryk Szwed, Franciszek Stefaniuk, Józef Łukaszuk, Czesław Łukaszuk i Władysław Matusz.
Do akcji bojowych straż miała do dyspozycji dyżurne konie, które udostępniała właścicielka majątku w Huszlewie. Jednak w razie pożaru nie czekano tylko na siłę pociągową z dworu, a korzystano z pomocy pierwszych ochotników. 
W roku 1932 odbyło się trzynaście posiedzeń zarządu, dziewięć posiedzeń rady sztabowej, pięć zebrań walnych, siedemnaście posiedzeń w sprawie orkiestry i budowy remizy. Straż była alarmowana do pięciu pożarów, przeprowadziła siedemnaście ćwiczeń łącznie z wyjazdami do innych miejscowości, występowała pięć razy na uroczystościach państwowych, strażackich i kościelnych. Urządzono też kwestę do której byli delegowani wszyscy członkowie, zwożono cement na mającą budować się remizę oraz wykonywano pracę przy pustakach.
W 1934 roku święto straży pożarnej w Huszlewie połączone było z uroczystościami patrona strażaków świętego Floriana i odbyło się 20 maja. Kolejne święta straży pożarnej oddział obchodził w Zielone Świątki na pamiątkę, że w tym dniu w 1930 roku poświęcono sztandar. 19 maja 1934 roku urządzono uroczysty apel zmarłych strażaków. 
OSP w Huszlewie działała dość prężnie, a do organizacji należało wielu mieszkańców wsi. Komendant utrzymywał dyscyplinę organizując często ćwiczenia. Praktycznie w każdą niedzielę doskonalono musztrę i sprawność fizyczną. OSP oprócz jej głównego zadania jakim była ochrona przeciwpożarowa pełniła inną ważną rolę w życiu wsi. W jej szeregach znajdowało się zawsze około trzydziestu mieszkańców wsi. Była to więc organizacja, która skupiała grono ówczesnej młodzieży oraz część mężczyzn. Posiadając cele i zadania do wypełnienia mając swoje władze i strukturę, stanowiła jednocześnie źródło identyfikacji oraz kształtowania postaw. Częste ćwiczenia, utrzymywana przez komendanta dyscyplina miały na celu dobrze przygotować strażaków do działania, a przy okazji wyrabiano w ten sposób charakter młodych ludzi, uczono wspólnego działania i samodyscypliny. 
Szczególnym, a jednocześnie widowiskowym wydarzeniem w życiu wsi był pogrzeb członka OSP. Na tę uroczystość specjalnie przygotowywano zaprzęg, w którym szła czwórka karych koni, a wóz z trumną przystrojony był brzozowymi gałązkami. W tym wydarzeniu obowiązkowo brała udział i dodawała mu powagi orkiestra złożona z druhów strażaków. 
Strażacy czynnie uczestniczyli w życiu kulturalnym, obywatelskim i religijnym Huszlewa. Członkowie Straży przygotowywali okolicznościowe wystąpienia i inscenizacje. Organizowano także pokazy sprawności bojowej oddziału, brano udział w zawodach dla OSP zajmując wysokie miejsca. W okresie Świąt Wielkanocnych strażacy pełnili w kościele warty przy symbolicznym grobie Chrystusa, a w czasie procesji religijnych nosili sztandar OSP w Huszlewie. Ważne miejsce w dziedzinie kultury miała orkiestra strażacka. Uświetniała ona swymi występami obchody świąt państwowych, uroczystości kościelnych np. podczas procesji. Także podczas organizowanych w strażackiej remizie potańcówek i zabaw mieszkańcy Huszlewa oraz okolicznych miejscowości bawili się przy dźwiękach miejscowej orkiestry. 

## Wieś a polityka gospodarcza władz okupacyjnych
Jednym z celów niemieckiej polityki na terenach okupowanych była eksploatacja gospodarcza. Na Podlasiu, obszarze słabo uprzemysłowionym główną uwagę zwrócono na rolnictwo. Zgodnie z zarządzeniem Hansa Franka z 23 listopada 1939 roku dysponentem wszystkich produktów żywnościowych w GG był Główny Wydział Wyżywienia i Rolnictwa miejscowego „ rządu ” oraz odpowiedniki w dystryktach i powiatach. W oparciu o pełnomocnictwa z listopada 1939 roku wydano szereg postanowień wykonawczych o obowiązku dostarczania produktów rolnych. Pierwsze rozporządzenia ze stycznia 1940 roku dotyczyły : zboża, ziemniaków, pasz, roślin oleistych, zwierząt rzeźnych i mleka. W dalszych rozporządzeniach objęto pozostałe produkty pochodzenia rolniczego. Przy tym nie określono nawet w sposób ogólny wysokości kontyngentów, wychodząc z założenia, że rolnicy muszą dostarczyć wszystko, co pozostało po odliczeniu określonych ilości na siew i na wyżywienie producentów.
Brak stałych norm ograniczających rozmiary eksploatacji powodował, że mieszkańcy Huszlewa nie byli pewni czy po odstawieniu wyznaczonych kontyngentów nie będą zmuszeni do dodatkowych świadczeń. Powodowało to obniżanie się produkcji rolnej. Pomimo licznych zarządzeń i zaleceń okupacyjnej służby agronomicznej, chłopi nie byli zainteresowani intensyfikacją swych gospodarstw. „ Co z tego, że wyprodukowało się więcej, że zboże się urodziło jak trzeba było odstawić na kontyngent ”.
Władze GG ustalały wysokość kontyngentów dla poszczególnych dystryktów, te dla powiatów, a te z kolei rozdzielały je na gminy. Charakterystyczne, że wielkość kontyngentów nie zależała od wielkości i wydajności gospodarstw danego regionu. W gminie dokonywano podziału dla sołectw i gospodarstw. Do tego celu w 1940 roku powołano w każdej gminie tzw. komisje kontyngentowe. Komisje te nie miały żadnego wpływu na wysokość wyznaczonych gminie dostaw, decydowały jedynie o sprawiedliwym rozłożeniu. 
Zarządom gmin nie podlegały gospodarstwa liczące powyżej 50 hektarów, podporządkowano je bezpośrednio władzom powiatowym.
Powszechny obowiązek dostaw produkcji gospodarskiej wprowadzono w GG w połowie 1940 roku. Za niedozwolony obrót artykułami, rolnymi, jak również za niedozwolony ubój zwierząt domowych przewidziane były wysokie kary grzywny i więzienia, a od 1942 roku wprowadzono karę śmierci.
Rok 1940 nie był pomyślny dla gospodarki rolnej. Spóźnione były zasiewy ozimin, wywołane działaniami wojennymi, pośpiech w wykonaniu upraw oraz mroźna zima sprawiły, że zbiór zbóż ozimych był słaby. Także pozostałe zboża miały obniżoną wydajność. Jedynie zbiory ziemniaków i buraków były z reguły pomyślne.
W 1941 roku we wrześniu nakazano odstawić cały zbiór owoców i warzyw. Obowiązkowymi dostawami objęte zostały również : drób, owcza wełna, siano, słoma, len i konopie.
Dość często komisje złożone z niemieckich urzędników administracji rolnej i agronomów przeprowadzały kontrole sposobu realizacji kontyngentów.
Za ściągane kontyngenty władze okupacyjne przyznawały wprawdzie premie rzeczowe, a od 1943 roku tzw. punkty premiowe upoważniające do zakupów. Nie pokrywały one jednak nawet w jednej piątej wartości dostaw. Np. za kwintal żyta płacono 28 złotych i dawano 10 punktów premiowych, z czego 2 na towary, 2 na papierosy, 2 na 0,5 litra wódki, 1 na wyroby szklane, 1 na skórę, 1 na proszek do prania i 1 na sprzęt domowy.
Obowiązkowymi dostawami objęte było bydło rzeźne i trzoda chlewna, której stan został poddany spisowi, a także wprowadzono system kolczykowania zwierząt rzeźnych.
Aby zdobyć mięso i tłuszcze zwierzęce chłopi potajemnie nabywali tuczniki o mniejszej wadze, zakładali im kolczyki ze sztuk rzeźnych przeznaczonych dla okupanta i dokonywali uboju. Ukrywano także zwierzęta by mieć w „ zapasie ” mniejszą sztukę. Wymiana kolczyka wymagała zabiegu na podobnym tuczniku ponieważ w aktach znajdowały się znaki szczególne i waga zwierzęcia. Pomimo grożących kar za niestosowanie się do zakazu uboju bez zezwolenia, tzw. ubój pokątny odbywał się w huszlewskich zagrodach. Powszechnym stało się ukrywanie płodów rolnych, zwierząt i żywności. Mieszkańcy wsi wymyślali najróżniejsze schowki od skrytek w piwnicach, budynkach gospodarczych, stogach słomy aż do zakopywania w ziemi.
Podlasie, którego częścią jest Huszlew cieszyło się dużym zainteresowaniem okupanta hitlerowskiego z racji swego typowo rolniczego charakteru. Władze zainteresowane były w jak największym wyzyskaniu tego terenu zarówno pod względem egzekwowania obowiązkowych dostaw jak i siły roboczej. 
Powszechnymi karami za niewypełnienie zobowiązań kontyngentowych były grzywny, aresztowania i wywózki do obozów. Mieszkańcy Huszlewa prowadzili jednak akcję dywersyjną ukrywając zbiory, żywność oraz zwierzęta. Czyniono schowki w obejściach lub z dala od zabudowań (laski, zarośla itp.).
Za niedopełnienie zobowiązań gospodarzy osadzano w gminnym areszcie do czasu aż oddadzą kontyngent. Dla wymuszenia podporządkowania się stosowano kary cielesne (bicie) – policjanci granatowi. Z reguły, w wyniku przemocy oraz groźby utraty życia rolnicy ulegali i oddawali kontyngent.

## Zabytki
- kompleks dworski – w jego skład wchodzi dwór i park. Część rozległego terenu zajmuje obecnie lecznica weterynaryjna. Park krajobrazowy oddzielony od szosy łosickiej kamiennym murem jest zarośnięty. Na południowy zachód od dworu stoją zabudowania folwarczne, stajnie oraz ciekawy architektonicznie spichlerz o kształcie przysadzistej neogotyckiej wieży. Łagodny stok prowadzi od progu rezydencji do sporego stawu z wysepką. Całość założenia jest ogrodzona siatką.
  - Dwór Woronieckich – zbudowany w 1809 roku przez Antoniego Woronieckiego w stylu klasycystycznym[7]. Dwór powstał w miejscu wcześniejszego dworu Woronieckich, którzy posiadali majątek Huszlew od 1698 roku[7]. Dwór wyremontowany w 1864 roku przez Jeremiego Korybuta Woronieckiego[7]. Po 1944 roku znajdowała się w nim szkoła i urzędy. Klasycystyczny murowany budynek posiada od północy toskański portyk z dwiema parami kolumn a od południową wyżkę z trójkątnym szczytem nad arkadowym wejściem. Za dworem są ruiny oranżerii. W roku 1984 został przekazany dawnym właścicielom[a]. Od 2007 roku, obiekt ma nowych gospodarzy, którzy przywracają dawną świetność całemu zespołowi dworskiemu.
  - Oranżeria (w ruinie) zbudowana razem z dworem około 1809 roku.

- Grodzisko  Położone jest na północny wschód od wsi. Wysokość jego wałów dochodziła do 1,8 m. Grodzisko z podwójną linią wałów oddzielonych od majdanu zagłębieniem mierzyło ok. 130 x 115 m. Podczas wykopalisk w 1965 roku (Wojciech Szymański) odkryto w nim ceramikę z XI wieku. Gród pełnił swoją obronną funkcję aż do II wojny światowej, kiedy to ukrywano w nim przed niemiecką administracją część huszlewskiego bydła. Grodzisko porastały wysokie trawy, w których ostoję miały kuropatwy i bażanty. Grodzisko zostało zniszczone gdy nabywca tych terenów wjechał spychaczem i zrekultywował je pod kartoflisko. 
W wyniku zniszczenia grodziska podjęte zostały badania wykopaliskowe, których celem była próba uratowania resztek informacji o tym obiekcie. Początkowo badania prowadziła archeologiczna firma prywatna, później wykopaliska podjęte zostały przez ekspedycję Instytutu Archeologii i Etnologii PAN pod kierunkiem dr hab. Marka Dulinicza.
Grodzisko zwane "Horodziskiem" lub "Horodyskiem" usytuowane było na terenie podmokłym w rozwidleniu dwóch strumieni. Położone pośród bagien, z twardym gruntem połączone było jedynie długim drewnianym pomostem. Na splantowanym dziś wale ziemnym tworzącym okrąg stała palisada z zaostrzonych pali lub płot. To wszystko z obu stron tj. zewnętrznej i wewnętrznej otoczone było fosą. Na drugim, nieco niższym wale wewnętrznym zbudowano rząd chałup i wiat pełniących rolę w razie niebezpieczeństwa drugiej linii obrony. Wśród zabudowań musiała być kuźnia, stajnie, studnia oraz kwatery mieszkalne. W grodzisku mogło przebywać od stu do stu pięćdziesięciu wojów. Duży pusty plac wewnątrz obozu przeznaczony był najpewniej do ćwiczeń wojskowych.
Pierścieniowate Horodzisko z podwójną linią wałów o rozmiarach około 130 x 115 metrów, od południowej strony posiadało kilkumetrowe obniżenie najprawdopodobniej przejście bramne.
Jedna z bardziej prawdopodobnych hipotez mówi, że był to obóz Mieszka I o charakterze wojskowym, służący do koncentracji i ćwiczeń wojsk, coś na kształt koszar. Mieczysław Bienia z bialskopodlaskiej Państwowej Służby Ochrony Zabytków, prowadzący w Huszlewie prace wykopaliskowe stwierdził, że gródek był jak na tamte czasy trudny do zdobycia. Zbudowany raczej na wypadek regularnej wojny, gdyż żaden z pustoszących wtedy te tereny ludów np. Litwini, Rusini czy Jaćwingowie nie odważyłby się nań napadać.
W jednym z obiektów w Horodysku znaleziono ponad dziewięćset ułamków naczyń, fragmenty kości zwierzęcych w tym wiele zębów, żelazne groty, żelazne noże czy kamienny pocisk do procy. Liczne ułamki ceramiczne i narzędzia garncarskie mogą świadczyć, że obok walorów i zadań obronnych grodzisko musiało zapewnić odpowiednie warunki dla załogi. Obiekt ten jest świadectwem, że tereny na których znajduje się Huszlew były objęte zasiedleniem już w okresie wczesnośredniowiecznym, będąc jednocześnie miejscem granicznym nowo powstającego, kształtującego się organizmu państwowego.

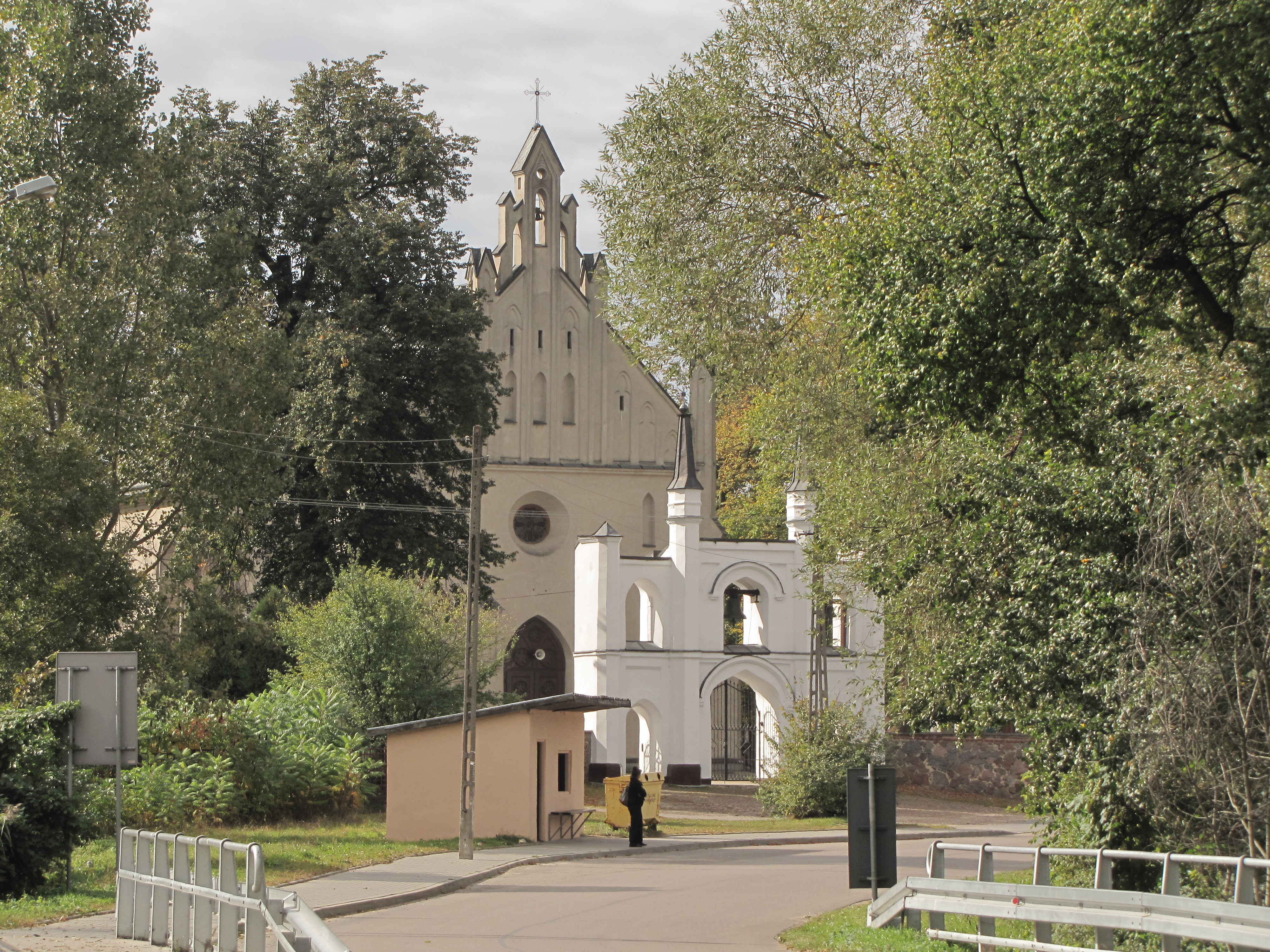
Kościół św. Antoniego Padewskiego

- neogotycki kościół pw. św. Antoniego Padewskiego - murowany, jednonawowy kościół wzniósł na miejscu dwóch poprzednich Jeremiasz ze Zbaraża Książę Woroniecki herbu Korybut w 1862 roku. Budowa trwała od 1859 do 1867 r. Fasada świątyni posiada trójkątny, obramowany pinaklami szczyt, zwieńczony niską wieżyczką z sygnaturką. Szczyt dodatkowo ozdabiają nisze na figury oraz oculus z rozetą nad wejściem. Na lewo od wrót – tablica upamiętniająca fundatora. Otoczony kamiennym murem kościół od placu oddziela arkadowa dzwonnica – brama z dwiema wieżyczkami. Jasne wnętrze świątyni zamknięte jest prezbiterium o kształcie dzwonu.
Dość oryginalne wyposażenie kościoła stanowią neogotyckie ołtarze: główny – ze sceną ukrzyżowania i rodzajem stalli po bokach, lewy boczny – ze słynącym łaskami obrazem św. Antoniego oraz prawy – Matki Boskiej Nieustającej Pomocy. Oba ołtarze boczne posiadają ruchome zasłony z obrazami Józefa Buchbindera – lewy przedstawia św. Jana Nepomucena a prawy św. Annę. W ścianie prezbiterium dwa witraże z herbami Woronieckich.
- Plebania z końca XIX wieku
- cmentarz parafialny z arkadową dzwonnica – bramą, otynkowaną. Brama pochodząca z 1910 r. ciekawiej wyglądała bez tynku. Na cmentarzu kaplica grobowa Woronieckich, bez żadnych epitafiów. Kapliczka kryta jest dwuspadowym dachem wspartym na czterech filarach i tylnej ścianie. We wnętrzu ołtarz z krucyfiksem. Pod podłogą pokrytą ceramiką znajdują się trumny. Z prawej strony kaplicy znajduje się najstarsza część cmentarza z XIX-wiecznymi grobami właścicieli ziemskich, między które zaczynają się wciskać współczesne miejsca spoczynku. Lewa strona cmentarza (prawdopodobnie najstarsza) również posiada stare groby, lecz w o wiele gorszym stanie. Stoją tu pochylone wysokie krzyże i bezimienne nagrobki, nieźle zachowane groby księży – dobrodziejów a także grób w formie katakumby z dwiema niszami, kryty dwuspadowym dachem. W tylnej części cmentarza grób żołnierzy AK poległych w bitwie z "siłami bezpieczeństwa" w 1946 r.